# Chariobas navigator
Chariobas navigator är en spindelart som beskrevs av Embrik Strand 1909. Chariobas navigator ingår i släktet Chariobas och familjen Zodariidae. Inga underarter finns listade i Catalogue of Life.